# Elie Siegmeister
Pour les articles homonymes, voir Siegmeister.
Elie Siegmeister né le 15 janvier 1909 à New York et mort le 10 mars 1991 à Manhasset (État de New York) est un compositeur américain, professeur de musique et chef d'orchestre. Pour certaines de ses œuvres il a utilisé le pseudonyme de « L.E. Swift ».

## Biographie
Le grand-père d'Elie Siegmeister, originaire de Biélorussie, avait été pris en charge par un médecin allemand et en avait pris le nom pour éviter, en tant que juif, le service obligatoire dû au Tsar pendant 20 ans. Son père, chirurgien de profession et sa mère avaient émigré de Biélorussie à New York. Elie naît dans une famille juive de la haute-bourgeoisie d'origine russe, dans le quartier de Harlem à Manhattan. Lorsqu'il a cinq ans, sa famille déménage à Brooklyn.
Son père stimule le garçon en l'emmenant régulièrement écouter le répertoire symphonique ou d'opéra par l'Orchestre philharmonique de New York ou le Metropolitan Opera. Elie étudie d'abord le piano avec Emil Friedberger, et en 1924 la théorie musicale et la composition avec Seth Bingham à l'Université Columbia. Puis en 1926, dans la classe de composition de Wallingford Riegger. Il obtient avec distinction (cum laude) son baccalauréat ès arts l'année suivante à tout juste 18 ans. Ses professeurs l'encouragent à aller en Europe pour y étudier avec Arnold Schoenberg. Cependant Israel Citkowitz et Roy Harris le convainquent d'étudier avec Nadia Boulanger à Paris, où il reste pendant quatre années.
Dans la capitale française et après son retour à New York en 1932, il se lie d'amitié avec Aaron Copland, Virgil Thomson et d'autres jeunes compositeurs qui s'efforcent de créer une école américaine. Après avoir travaillé comme enseignant à Brooklyn, il fonde le « Composers' Collective of New York » (1932-1936) chargé de donner des concerts aux étudiants et ouvriers.

### Premières œuvres
En cette même année 1932, il écrit Theme and Variations no 1 pour piano. Calqué sur les Variations en ut mineur de Beethoven, mais où transparaissent les influences de Charles Ives et d'Igor Stravinsky en ce qui concerne le caractère intransigeant de la musique. Réaction du jeune compositeur au style néo-classique répandu chez les compositeurs français de l'époque. Le thème, fondé sur une progression harmonique en ut mineur en chaconne, se poursuit par un ensemble de 26 variations où chacune est traitée avec un motif nouveau.
Au cours des années 1930, Siegmeister écrit beaucoup de musique au caractère accessible, claire et dotée d'une simplicité aux inspirations strictement et profondément américaines. Cette préoccupation d'écrire une musique proprement américaine traverse toute la carrière de Siegmeister. À ce sujet, il déclare à un journaliste : 

« Je fais une distinction entre le nationalisme comme mouvement politique et le nationalisme comme racine de l'art pour chaque peuple en particulier. Le plus grand art vient d'un écrivain, un peintre, un poète ou d'un compositeur, qui répond à son propre environnement, aux gens et à la tradition. Cela n'empêche pas l'artiste d'être universel, mais je pense qu'il doit être ancré en un moment et en un lieu. »

— Elie Siegmeister, 1976.
Dans les années 1930, Siegmeister a également rencontré les musiciens du folklore et les blues-men, notamment Woody Guthrie, Huddie Ledbetter et Cisco Houston. Il a aussi voyagé à travers les États-Unis pour collecter et noter des mélodies folkloriques, populaires des petits villages. Ce travail est publié en 1940 dans son Trésor de la chanson américaine en collaboration avec le critique musical Olin Downes.
Au début de ces années, il compose son Holiday américain (1933) qui est son premier ouvrage orchestral à succès. D'abord intitulé May Day il s'agit de l'une de ses premières pièces à utiliser des chants de travail américains et des mélodies de la rue, mêlés au tissu symphonique. Il poursuit sur cette voie avec une série d'œuvres orchestrales, s'inspirant des sons de la ville dans Sunday in Brooklyn (1946) à l'influence de George Gershwin, ou des grands espaces dans Ozark Set (1943), Prairie Legend (1944) et Western Suite (1945). Cette dernière œuvre, créée par Arturo Toscanini le 25 novembre 1945 lui offre la chance d'être largement popularisé, écouté, édité et critiqué positivement, notamment par Virgil Thomson, qui est le journaliste du Herald Tribune.
En mai 1944, il achève sa première Sonate pour piano intitulée American Sonata. Dans la préface de l'édition il présente l'œuvre comme « un panorama américain, mêlant des thèmes aux ressemblances jazz et populaires, à la forme purement classique. »
Une autre préoccupation chère au compositeur – et qu'il considérait comme de la responsabilité de tout travail artistique – est de donner une voix aux causes sociales et politiques. Il expose son point de vue et milite ainsi pour l'égalité raciale et le pacifisme au travers d'œuvres chorales ou des mélodies : dès 1937, il donne Created Equal [Créés égaux]. En conséquence de quoi, dans les années 1950, Siegmeister se retrouve sur la liste noire du sénateur Joseph McCarthy. Au milieu des années 1960, il produit I Have A Dream cantate sur le célèbre discours de Martin Luther King.
Au tournant des années 1950, le style de Siegmeister subit une transformation vers une expression moins accessible à l'auditeur moyen. Ce changement conduit à son style de la maturité des années 1970, tout en gardant des éléments du chant folklorique et du jazz, fondus dans le matériau musical. C'est On This Ground (1971) qui marque franchement la rupture vers un langage plus complexe et subtil. Même s'il reste dans une harmonie tonale, il trouve un style d'une plus grande économie thématique et seulement une touche d'américanisme.

### La maturité
De 1949 à sa retraite en 1984, Siegmeister enseigne la composition à Hofstra, Université située sur l'île de Long Island. Ce poste lui permet de trouver durablement stabilité et sécurité financière. Il fonde et dirige l'orchestre Symphonique Hofstra, et entre 1966 et 1976, il est le premier compositeur en résidence de l'université. Parallèlement il prend d'autres responsabilités : de 1960 à 1965 en tant que vice-président de l'American Music Center ; entre 1965 et 1968 en tant que vice-président de la Guilde des compositeurs et paroliers. En 1969, Elie Siegmeister fonde le Conseil des créateurs, bibliothèques et musées qu'il dirige de 1971 jusqu'en 1984 en tant que président. En 1977, il fonde la National Black Music Competition et le colloque du Kennedy Center. En 1977, il est aussi élu au conseil d'administration de la Société américaine des compositeurs, auteurs et éditeurs.
En 1979, Elie Siegmeister reçoit le prix Guggenheim, qui récompense « une capacité créative exceptionnelle dans les arts ».
Au cours des années 1980, Siegmeister, s'il voyage un peu, à Albany, Oakland et Berlin pour y écouter sa musique, il compose surtout beaucoup.
De cette période date son From These Shores (1985) pour piano. Construit en cinq mouvements chacun dévolu à une pièce de la littérature américaine. Walt Whitman et son Feuilles d'herbe pour le premier. Mark Twain, et l'épisode comique extrait des Aventures de Tom Sawyer, où Tom doit blanchir la clôture pour le deuxième. Le suivant s'inspire de Summer in Walden de Thoreau. Le quatrième est dédié au poème de son ami Langston Hughes, I play it cool, extrait du recueil Montage of a Dream Deferred. L'œuvre se conclut sur un texte emprunté au roman A fable (Parabole) de Faulkner, racontant la mutinerie d'un groupe d'hommes sur le front en 1918. Le passage dit : « Je n'ai pas peur de l'homme... parce que l'homme et sa folie dureront... Ils feront encore. Ils prévaudrons. »
Siegmeister qui définissait son travail comme « mi-poète, mi-ingénieur de structure » est décédé d'une tumeur au cerveau à l'hôpital de Manhasset à l'âge de 82 ans.
Élèves
Parmi ses autres élèves, on trouve Stephen Albert, Michael Beckerman, Tom Cipullo, Herbert Deutsch, Daniel Dorff, Barry Drogin, Naomi Drucker, Gerald Humel, Stephen Lawrence, Roger Nierenberg, Dana Paul Perna, Joseph Pehrson, Michael Shapiro et Richard White.

## Œuvres
Le catalogue des œuvres de Elie Siegmeister est très fourni et dans tous les genres. Il a écrit une quarantaine d'œuvres pour orchestre dont 9 symphonies et 14 pièces pour ensemble de cuivres. Dans le domaine vocal, plus de 150 mélodies, 9 opéras, des œuvres chorales et une trentaine de pièces de musique de chambre. Il laisse aussi des ballets et une quarantaine de pièces pour piano. Pour les médias, il a produit une demi-douzaine de partitions pour la radio et la télévision, une vingtaine de musiques pour des longs métrages (They Came de Cordura), ainsi que des centaines d'arrangements choraux.
| Piano | Chambre | Orchestre | Voix | Scène | Opéra | Film | Livres |
| ----- | ------- | --------- | ---- | ----- | ----- | ---- | ------ |

### Piano
- Fantasy Rag (1929)
- Theme and Variations no 1 (1932) 26 variations.
- Tocatta on Flight Rhythms (1942 - EBM, 1942)
- Sonate pour piano no 1, American Sonata (Brooklyn, mai 1944 -  Carl Fischer, 1944)
  1. I. Fast, with fiery energy
  2. II. Moderately slow, with great dignity
  3. III. Lusty and joyous
- Sunday in Brooklyn (1946 - Fischer, 1946)
  1. I. Prospect Park
  2. II. Sunday Driver
  3. III. Family at Home
  4. IV. Children's Story
  5. V. Coney Island
- 3 Moods (1959)
- Theme and Variations no 2 (1967) Dédié à Nancy et Alan Mandel.

Les quinze variations sont basées sur la cellule thématique ré bémol, mi bémol, ut et mi.
- Sonate pour piano no 2 (1968 - MCA, 1968) Dédié à Alan Mandel.

Moderato - Allegro - Piu mosso - Allegro, molto ritmico - Allegro - Poco meno mosso - Meno mosso di Tempo I - Allegro meno mosso - Adagio - Tempo
- On This Ground, suite pour piano (1971)
  1. I. Dream Freely
  2. II. Where?
  3. III. Ariel
  4. IV. Summer
  5. V. Mr. Henry's (Monday Night)
- A Set of Houses (1978 - Fischer, 1978)
- American Kaleidoscope Sam Fox
- The Children's Day
- Street Games (Pub. in Frances Clark "Contemporary Literature for Piano Book 2", Sunny-Birchard, 1955)
- Sonate pour piano no 3
  1. I. Allegretto, molto energico
  2. II. Adagio, liberamente
  3. III. Adagio - Allegro con fuoco
- Sonate pour piano no 4, Prelude, blues and toccata (1980) Commande de The American University de Washington pour l'inauguration de son nouveau président, Richard Eerendzen. 
  1. I. Prelude. Allegro moderato
  2. II. Blues. Andante con moto
  3. III. Toccata. Allegro - Vivace
- From These Shores (1985)
  1. I. Whitman
  2. II. Mark Twain
  3. III. Thoreau
  4. IV. Langston Hughes
  5. V. Faulkner
- Sonate pour piano no 5 (1987)
  1. I. Very Slow, singing - Faster, joyous
  2. II. Slow, dreamy
  3. III. Fast, driving
- Sweet Dreams
- Traumerai
- From My Window
- Folkways U.S.A
- Three Preludes
- Lonsome Song

### Musique de chambre
Instruments solo
- Deux pièces pour violoncelle seul (1964)
  1. I. Fantasy
  2. II. Soliloquy
- American Harp, suite pour harpe seule (1966 - éd. Theodore Presser Company 1967)
  1. I. Reverie
  2. II. Dance
  3. III. Ballad
  4. IV. Celebration

Violon
- Sonate pour violon no 1 (1951)
- Sonate pour violon no 2 (1965)
- Sonate pour violon no 3 (1965)
- Sonate pour violon no 4 (1971)
- Sonate pour violon no 5 (1972)
- Song for a quiet evening, pour violon et piano (1955)

Duo et trio avec piano
- Nocturne, pour flûte et piano (1927)
- Prelude, pour clarinette et piano (1927)
- Contrasts, pour basson et piano (1929)
- Down River, pour saxophone et piano (1939)
- Improvisation, Ballad, and Dance, pour accordéon (1963)
- Summer pour alto et piano (1978)
- Prelude, Blues, and Finale pour deux clarinettes et piano

Quatuors à cordes
- Quatuor à cordes no 1 (1935)
- Quatuor à cordes no 2 (1960 - éd. Carl Fischer, 1964)
- Quatuor à cordes no 3 sur des thèmes hébreux. (1973 - éd. Carl Fischer, 1980) Création à Elkin Parts en mai 1974.
- Quatuor à cordes no 4 (1975)

Autre
- Sextuor, pour cuivres et percussion (1966)

### Orchestre
Symphonies
- Symphonie no 1 (1947) Commande de Leopold Stokowski.
- Symphonie no 2 (1950)
- Symphonie no 3 (1957)
- Symphonie no 4 (1967-70) Création en 1973 par l'Orchestre de Cleveland dirigé par Lorin Maazel.
- Symphonie no 5 Vision of Time (1971 - MCA Rentals, 1971) Commande de Sergiu Comissiona pour le Baltimore Symphony.
- Symphonie no 6 (1983)

Concerto
- Concerto pour clarinette (1956)
- Concerto pour flûte (1960)
- Concerto pour piano (1974, rev. 1983 - Fischer, 1983) Création le 3 décembre 1976 à Denver.
- An Entertainment Concerto pour violon, piano et orchestre (1976) Création le 25 juin 1976 à Columbia, MD.
- Concerto pour violon (1977-78)

Autres pièces
- American Holiday (1933) Création sous le titre original de May Day, le 16 octobre 1933 à The New School par Henry Cowell. Siegmeister change le titre en 1939 lors des reprises.
- Abraham Lincoln Walks at Midnight (1937)
- Ozark Set (1943) Créé et enregistré en 1945 par Dmitri Mitropoulos à Minneapolis. 
  1. I. Morning in the Hills
  2. II. Camp Meeting
  3. III. Lazy Afternoon
  4. IV. Saturday Night
- Prairie Legend (1944)
- Wilderness Road (1944)
- Western Suite (1945) Créée par Arturo Toscanini
- Funnybone Alley (1946)
- Lonsome Hollow (1946)
- Sunday In Brooklyn (1946)
- Summer Night (1947)
- From My Window (1949 - Chappel, 1951)
- Divertimento (1953)
- Theater Set (1960)
- Dick Whittington and his Cat (1966) Pièce d'orchestre pour les enfants.
- Five Fantasies for the Theater (1967)
- Shadows and Light, suite en cinq parties (1975) Création 9 novembre 1975 à Shreveport. Sur Edgar Degas, Vincent van Gogh, Paul Klee.
- Fantasies in Line and Color (1981)
- Three Symphonic Sketches (Cordura Suite)

Orchestre d'harmonie
- Summer Day (1946)
- Pastoral (1951)
- Hootenanny (1955)
- Ballad (1968)
- Declaration pour cuivre et timpani (1977-78)

### Vocales
Mélodies
- The Ballad of Adam and Eve, pour baryton
- Correge for Rosenbloom (1926) Sur un texte de Stevens.
- I Owe a Debt to a Monkey (1928 - Axelrod, 1945) Sur un texte de Kathleen Lamb.
- Frech Blue, pour ténor (1928 - White-Smith, 1928) Sur un texte d'Alexander Perry
- 4 Robert Frost Songs (1930)
- Strange Funeral at Braddock, pour baryton (1933 - New Music Society of California, 1936)
- Elegies for Garcia Lorca (1938) Sur un texte de Antonio Machado
- John Reed (1945) Sur un texte d'Abel Meeropol.
- Lonely Star, pour soprano ou ténor (1950 - Southern, 1952)
- For My Dauthers (1952) Sur un texte de Norman Rosten.
- Songs of Experience, pour voix, alto et ensemble de chambre/piano (1966, rev. 1977 - éd. Carl Fischer) Sur un texte de William Blake. Création de la version révisée le 1er mai 1977 à New York par le Cantilena Chamber Players.
- The Face of War, cycle de mélodies, avec baryton solo (1968) Sur des poèmes de Langston Hughes. Création par William Warfield, le 24 mai 1968 au Carnegie Hall de New York, sous la direction de Henry Lewis.
- Four Eberhart Songs pour voix grave (1968)
- Five Cummings Songs pour soprano (1970)
- Six Cummings Songs pour baryton (1970)
- Songs of Innocence pour soprano (1972) Sur un texte de W. Blake.
- City Songs pour soprano ou ténor (1977) Sur un texte de Norman Rosten.
- Brief Introduction to the Problems of Philosophy (1977) Sur un texte de I. Edman.
- Ways of Love, pour voix grave et ensemble de chambre (1983)
- The Bell Doth Toll (éd. in Paul Sperry The Vote for Names, Peer-Southern, 1987)
- Refugee Road
- The Crime Took Place in Grenada, cycle de mélodies
- The Lincoln Penny
- The Wind, texte d'Abel Meeropol.
- Autumn in My Heart, texte d'Abel Meeropol.
- The Lollypop, texte d'Abel Meeropol.
- The Snowman, texte d'Abel Meeropol.
- The Moon, texte d'Abel Meeropol.

Cantates
- Christmas is Coming (pub. Schirmer, 1957)
- I have a dream Cantate sur le discours de Martin Luther King. (1967 - MCA Rentals, 1967 ; Fischer, 1968) Adaptation de Edward Mabley. Commande du chef de chœur Solomon Mendelson du Temple Beth Sholom de Long Beach à Long Island. Création par William Warfield le 16 avril 1967 à Long Beach.
- Cantat For FDR (1981)

Autres œuvres
- Heyura, Ding, Dong, Ding (1935, rev. 1970)
- John Henry (1935)
- Created Equal (1937)
- Johnny Appleseed (1940)
- Anne Rutledge (1941)
- As I Was Going Along (1944 - rev. 1967)
- A Tooth For Paul Revere, pour narrateur et orchestre (1945)
- Lazy Afternoon (1946)
- The New Collosus (1949)
- This Is Our Land (1961 - Schirmer, 1962)
- In Our Time (1965)
- On This Ground (1971)
- Sing Unto the Lord a New Song, Psaume pour chœur et orgue (1981) Création le 5 avril 1987 au Temple Beth Sholom à Roslyn.
- Abraham Lincoln Walks at Midnight (cf. version pour orchestre)
- Song of Democracy
- Freedom Train
- Outside My Window Sur un poème de Kim Rich. Création le 12 novembre 2006 à Amityville.

### Musique de scène
- Strange Funeral at Braddock, avec baryton solo (1933 - New Music Editions) Sur un poème de Michael Gold. Première publication d'une œuvre de Siegmeister. Créé par le baryton Mordecai Bauman sur une chorégraphie de Anna Sokolow et enregistré en 1935.
- Doodle Dandy of the USA, spectacle en musique (1942 - Mussette Publishers, 1943) Sur un texte de Saul Lancourt. Création le 26 décembre 1942 à New York.
- Sing Out, Sweet Land ! (1944)
- A Cycle of Cities Ballet (1974) Sur des textes de L. Ferlinghetti, L. Hughes, et Norman Rosten. Création le 8 août 1974 au festival the Wolf Trap Farm.
- Fables of the Dark Wood, ballet (1975-76) Création le 25 avril 1976 à Shreveport.

### Opéra
- Darling Corie [Chérie Corie] opéra en un acte, sur un livre de Lewis Allan[4] (1952) Création le 18 février 1954 à Hempstead.
- Miranda and the Dark young Man [Miranda et le jeune homme brun], opéra en un acte, sur un livre de E. Eager (1955 - Alect Templeton, 1957) Création le 9 mai 1956 à Hartford.
- The Mermaid in Lock no 7, opéra en un acte pour voix et orchestre d'harmonie, sur un livre de Edward Mabley (1958 - Peters, 1958) Création le 20 juillet 1959 à Pittsburgh. Commande de l'ensemble American Wind Symphony (70 musiciens), lors du tricentenaire de la fondation de la ville.
- The Plough and the Stars [La Charrue et les Étoiles], opéra en 3 actes (1963-69) Sur un livre de Edward Mabley d'après la pièce éponyme de Seán O'Casey. Création de la version originale intitulée Dublin Song, le 15 mai 1963 à l'Université Washington de Saint Louis. Création de la version révisée, le 16 mars 1969 à la Louisiana State University de Bâton-Rouge, dirigée par Peter Paul Fuchs. Création française au Grand Théâtre Municipal de Bordeaux (avec Carla Rutili en Nora) dans la traduction française de David Noakes.
- Night of the Moonspell opéra sur un livret de Edward Mabley d'après Le Songe d'une Nuit d'été de Shakespeare. (1974-76) Création le 14 novembre 1976 à Shreveport.
- The Marquesa of O [La Marquise d'O], opéra en 3 actes sur un livret de Norman Rosten (1982)
- Angel Levine opéra en un acte (1984–85 - Fischer, 1985) Création le 5 octobre 1985 à New York.
- The Lady of the Lake [La Dame du Lac] opéra en un acte sur un livret de Edward Mabley (1984-85) Création le 5 octobre 1985 à New York.

### Musique de film
- They Came to Cordura, un western de Robert Rossen avec Gary Cooper et Rita Hayworth (1959)

### Publications
Elie Siegmeister a écrit de nombreux articles sur de nombreux aspects de la musique américaine et plusieurs livres en commençant par son Trésor (A Treasury of American Song) de la fin des années 1930 qui lui inspire aussi une comédie musicale pure Broadway : Sing Out, Sweet Land!.
- Elie Siegmeister, Social Influences in Modern Music, in Modern Monthly, 1933.
- Elie Siegmeister, The Class Spirit in Modern Music, in Modern Monthly, 1933.
- Elie Siegmeister et Olin Downes, A Treasury of American Song, Knopf, 1940-1943, 2e éd. révisée et augmentée, Consolidated Music Publishers  (ISBN 0895241528)
- Elie Siegmeister, The Music Lover's Handbook, William Morrow, New York, 1943. Réed. The New Music Lover's Handbook, Harvey House, 1973  (ISBN 0817851518)
- Elie Siegmeister, Invitation to Music, Harvey House, 1962.
- Elie Siegmeister, Harmony and Melody - Volume 1: the Diatonic Style, Wadsworth Publishing Co., Belmont, 1965.
- Elie Siegmeister, Harmony and Melody - Volume 2: Modulation, Chromatic and Modern Styles, Wadsworth, Publishing Co., Belmont, 1966, 1985  (ISBN 0534002471)
- Elie Siegmeister, American Kaleidoscope-Set One: Original Piano Pieces, Clayton F. Summy Corp., 1955.
- Elie Siegmeister, The Joan Baez Songbook

### Discographie
- Musique pour piano vol. 1 - Kenneth O. Boulton, piano (1999 - Naxos 8.559020)
- Musique pour piano vol. 2 - Kenneth O. Boulton, piano (1999 - Naxos 8.559021)
- Ozark Set - OP. Hambourg, Dir. Hans-Jurgen Walther (1954 - Naxos "Classical Archives" 9.80164)
- Ozark Set - OS. Minneapolis, Dir. Dmitri Mitropoulos (1945 - Urania 22.110)

### Liens contextuels
- Renaissance de Harlem